# Diritto amministrativo globale
Il diritto amministrativo globale è una evoluzione del «Global Administrative Law» statunitense degli inizi del XXI secolo, per indicare un nuovo settore del diritto internazionale e amministrativo.
L'aggettivo «globale» è collegato al concetto di globalizzazione, di matrice economica. Sono stati del resto lo sviluppo degli scambi e dei mercati finanziari su scala mondiale a dar vita a sistemi regolatori dove gli Stati non sono più soggetti sovrani unitari, secondo i meccanismi tradizionali del diritto internazionale. Cresce anche il numero di organizzazioni internazionali e iniziano a emergere vere e proprie pubbliche amministrazioni globali.
La categoria appare un'evoluzione del diritto amministrativo comparato ed utilizza gli studi effettuati in questo ambito per cogliere le conseguenze di un possibile tramonto della forma Stato nella gestione esclusiva degli interessi pubblici.

## Storia
Le origini di questo fenomeno si spiegano guardando l'attività stessa svolta dalle amministrazioni pubbliche. Queste debbono perseguire un fine pubblico e, laddove tale fine assuma una dimensione extrastatale, è necessario intervenire ad un livello di azione internazionale. Le amministrazioni nazionali sono sempre più spesso assoggettate a regole emanate da organismi internazionali o possono operare in un contesto sopranazionale o mondiale. In queste ipotesi, il termine  «globale» non implica necessariamente una trasformazione della nozione tradizionale di diritto amministrativo – ossia quella parte di ordinamento giuridico relativa alle pubbliche amministrazioni e ai rapporti tra queste e i privati  – ma si riferisce a un contesto, di livello ultrastatale, in cui intervengono amministrazioni nazionali. Quando, tuttavia, l'interesse da tutelare presenta caratteri globali, per perseguirlo può essere insufficiente una negoziazione tra gli Stati, e occorre dare vita a un sistema di regole più ampio. Il caso dell'ambiente è emblematico per comprendere tali dinamiche: fintanto che si è di fronte a fenomeni di inquinamento transfrontaliero, può bastare il ricorso a semplici accordi tra Stati; allorché invece si hanno eventi su scala mondiale, bisogna provvedere a livello globale con meccanismi più complessi (come quelli previsti dal Protocollo di Kyoto). La dimensione globale degli interessi pubblici, perciò, può richiedere la presenza di un'amministrazione internazionale che operi in un ordine giuridico extra-statale.  In questo caso, la globalità investe anche gli elementi che compongono la nozione classica di diritto amministrativo, in modo particolare la pubblica amministrazione.

## Evoluzione
L'evoluzione dei caratteri originari del diritto amministrativo, primo fra tutti la «nazionalità», insieme ai fenomeni correlati alla globalizzazione, ha quindi avviato la formazione di un sistema giuridico globale, che comincia a mostrare alcuni caratteri: la settorialità, cui si abbina una frammentazione organizzativa, bilanciata però da numerosi legami tra i diversi settori; la commistione tra regolatori e regolati, connessa ai processi decisionali congiunti tra pubblico e privato e tra livello globale e livello nazionale; l'assenza di una base costituzionale, cui si legano i problemi sulla legittimazione e sulla'accountability delle organizzazioni internazionali; la presenza di un sistema di garanzie basato su principi generali, procedimenti, expertise, organi (quasi-)giurisdizionali ad hoc forieri di conflitti tra di loro.